# Hemet (Kalifornija)
Hemet je grad u američkoj saveznoj državi Kalifornija. Prema popisu stanovništva iz 2010. u njemu je živjelo 78.657 stanovnika.